# Катукина (язык)
Катукина (Catuquina, Katukína, Katukina do Jutaí, Katukina do Rio Biá, Pidá-Djapá) — мёртвый индейский язык, который принадлежит к дьяпанской языковой семье, на котором раньше говорили (один человек в 1976 году) в штате Акри в Бразилии. Имеет диалект кутиадапа (кутия-дьяпа). Отличается от паноанского катукина, распространённого в штатах Акри и Амазонас.